# Silvio Milazzo
Silvio Milazzo (Caltagirone, 1903 - 1982) fou un polític sicilià. Empresari agrícola, fou director de la Cassa San Giacomo, secretari del consorci agrari i secretari de la Democràcia Cristiana Italiana a Catània. Fou escollit membre de l'Assemblea Regional Siciliana a les eleccions regionals de Sicília de 1947, 1951 i 1955 per la DCI, i a les de 1959 per la Unió Siciliana Cristiana Social (USCS), partit del que en fou fundador i líder. També fou president de la regió siciliana de 1958 a 1960 en un govern de coalició de la USCS, PSDI, PLI, PRI i MSI (Cataldo Grammatico fou assessor d'agricultura), amb suport del PSI i del PCI (Paolo d'Antoni, vicepresident).
| Precedit per: Giuseppe La Loggia | Presidents de Sicília 1958 - 1960 | Succeït per: Benedetto Majorana |